# Конечно порождённое расширение
Коне́чно порождённое расшире́ние по́ля {\displaystyle K} — расширение {\displaystyle E} поля {\displaystyle K}, такое, что в {\displaystyle E} существуют элементы {\displaystyle \alpha _{1},\dots ,\alpha _{n}} такие, что {\displaystyle E=K(\alpha _{1},\ldots ,\alpha _{n})}. Элементы {\displaystyle E} суть алгебраические дроби {\displaystyle {\frac {f(\alpha _{1},\dots ,\alpha _{n})}{g(\alpha _{1},\ldots ,\alpha _{n})}}}, где {\displaystyle f} и {\displaystyle g} — многочлены. Если {\displaystyle n=1}, то расширение {\displaystyle K(\alpha )} называется простым.

## Свойство конечно порождённых расширений
Если конечно порождённое расширение {\displaystyle E=K(\alpha _{1},\ldots ,\alpha _{n})} алгебраично над {\displaystyle K}, то оно конечно.
Для простого алгебраического расширения {\displaystyle E=K(\alpha )} это следует из того, что множество значений многочленов от {\displaystyle \alpha } {\displaystyle K[\alpha ]} является не только кольцом, но и полем. Действительно, пусть {\displaystyle g(\alpha )\neq 0}. Тогда многочлен {\displaystyle g(x)} не делится на {\displaystyle p(x)} — минимальный многочлен {\displaystyle \alpha } над {\displaystyle K}. Но {\displaystyle p(x)} — неприводимый многочлен, значит {\displaystyle g(x)} и {\displaystyle p(x)} взаимно просты. Отсюда следует, что существуют такие многочлены {\displaystyle a(x)} и {\displaystyle b(x)} над {\displaystyle K}, что
{\displaystyle a(x)p(x)+b(x)g(x)=1}. Подставляя в это равенство {\displaystyle \alpha } имеем {\displaystyle b(\alpha )g(\alpha )=1}, то есть {\displaystyle g(\alpha )} обратим и {\displaystyle K[\alpha ]} является искомым полем {\displaystyle K(\alpha )}. Таким же образом деля {\displaystyle f(x)} на {\displaystyle p(x)} получаем, что если {\displaystyle p(x)} имеет степень {\displaystyle n}, то {\displaystyle [E:K]=n}
Для расширения от нескольких элементов имеем: {\displaystyle K(\alpha _{1},\alpha _{2},\ldots \alpha _{n})=K(\alpha _{1})(\alpha _{2})\ldots (\alpha _{n})}. Элементы {\displaystyle \alpha _{i}} будучи алгебраическими над {\displaystyle K} остаются таковыми и над большим полем {\displaystyle K(\alpha _{1})\ldots (\alpha _{i-1})}. Далее применяем теорему о башне конечных расширений.